# رزمری هیل
رزمری هیل (انگلیسی: Rosemary Hill؛ زادهٔ ۱۰ آوریل ۱۹۵۷) تاریخ‌نگار، نویسنده، و زندگی‌نامه‌نویس اهل بریتانیا است.
وی همچنین برندهٔ جوایزی همچون جایزه یادبود جیمز تیت بلاک شده‌است.